# William E. Kaufman
William E. Kaufman (* 28. Dezember 1932) ist ein US-amerikanischer Rabbiner, Philosoph und Buchautor.
Er ist Mitglied des Rabbinical Assembly, der internationalen Vereinigung konservativer Rabbis. Er publizierte Artikel in Judaism, Conservative Judaism, The Reconstructionist und The Jewish Spectator.

## Werke
- Contemporary Jewish Philosophies 1976
- Journeys: An Introductory Guide to Jewish Mysticism
- The Case for God, Chalice Press, 1991, * A Question of Faith: An Atheist and a Rabbi Debate the Existence of God With Morton Shor. Jason Aronson Inc., 1994
- John Wild: From Realism to Phenomenology
- The Evolving God in Jewish Process Theology (Jewish Studies, Vol 17) Edwin Mellen Press, NY 1997.
- Metaphors for God: A Response Conservative Judaism (journal), Volume 51, No. 2, 1999, The Rabbinical Assembly

| Personendaten    | Personendaten                                       |
| ---------------- | --------------------------------------------------- |
| NAME             | Kaufman, William E.                                 |
| KURZBESCHREIBUNG | US-amerikanischer Rabbiner, Philosoph und Buchautor |
| GEBURTSDATUM     | 28. Dezember 1932                                   |